# Bab Kisan

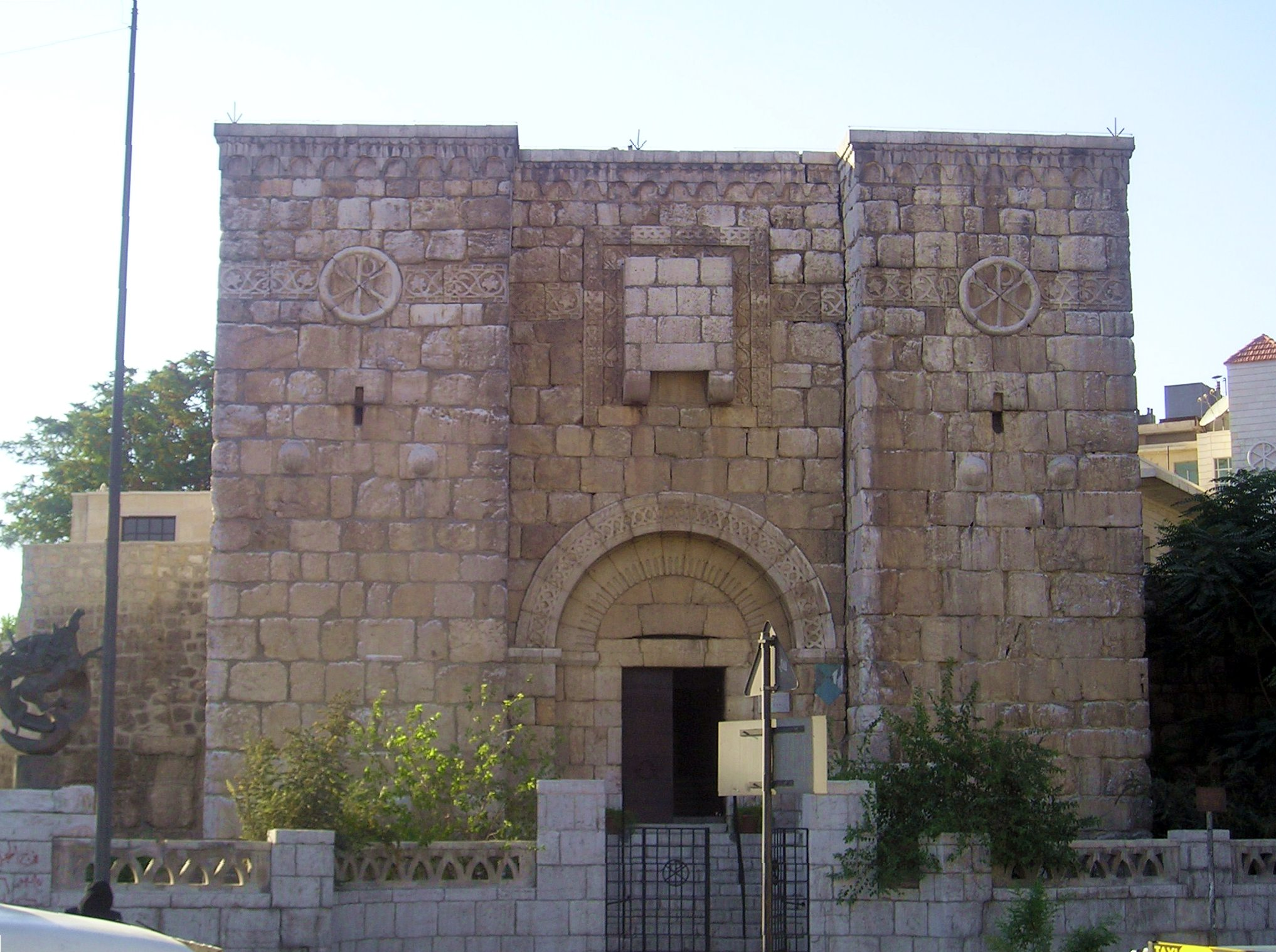
Bab Kisan

Bab Kisan (arab.,باب كيسان; Brama Kisan) – jedna ze starożytnych bram Damaszku w Syrii. Brama, która jest teraz umieszczona w południowo-wschodniej części Starego Miasta otrzymała swoją nazwę dla uczczenia pamięci niewolnika, który wsławił się podczas podboju kalifa Mu’awija I. Mur wybudowano za czasów rzymskich i był poświęcony Saturnowi. Pozostałe bramy noszą nazwy Bab al-Faradis, Bab al-Faraj, Bab al-Jabieh, Bab al-Saghir, Bab al-Salam, Bab Sharqi, i Bab Tuma. Bab Kisan jest słynna, ponieważ znajdowała się na trasie ucieczki Apostoła Pawła z Damaszku w czasach, gdy miasto należało do Nabatejczyków. Święty Paweł został spuszczony w koszu z okna w murze, gdy jego życie było zagrożone przez ortodoksyjnych Żydów, którym naraził się świadczeniem o tym, że Jezus Chrystus jest Mesjaszem.